# 澳門國際科技產業發展協會
澳門國際科技產業發展協會（簡稱“澳門國際科協”，英文簡稱 AIDIT）成立於2015年11月，為澳門一個非牟利的國際科技團體。目前會員人數超過三百人，會員以年青創業家為主，集中官產學研商力量

## 宗旨
致力科技產業、軟件及科研的持續發展，積極維護業界權益，保障科研成果，支持雙創，提出WIFIGUIDE/Y5GUIDE軟孵化器，致力將澳門打造城市級科技展廳。
促进雙創、科技產業、科研的持續落地發展。配合國家政策，將澳門整個城市定位打造成高新科技及產品展示融合平台、中葡經貿金融平台，並接通大陸與澳門的政策，共同為大灣區戰略產業努力作出贡献。并與兩岸四地官產學研商融合，將產品及服務升級增值，共同推動「一中心、一平台」發展。
協會扮演一個重要的中介橋梁角色，推動以《人才為本經濟》的發展。讓灣區工商界與科技工作者溝通，創造誘因，發掘並滿足雙方的需求，推動及鼓勵中小企業利用科技升級轉型，支援雙創，特別是以技術創業人士，「推動」、「創新」、「經濟」整合活動，達致三贏。港澳享有著最自由的資訊，不只是國際接軌，是國際的一部份。大灣區的資源正在緊密整合，澳門正好可以利用這個世紀大機遇，再透過珠三角的製造能力，通過澳門這個平台「走出去」。

## WI-FI街（WIFIGUIDE，YLAB + IOT 物聯網計劃）
2016年7月提出以共建共享并得到澳門經濟局工商業發展基金及業界贊助，澳門北區工商聯會協助，創建澳門北區首條免費公共互聯網街道WI-FI街，由Y5ZONE負責營運，并於2016年10月25日正式啟用。全長一公里 
第二條WI-FI街中區南區，聯同支付寶，澳門通，澳門中區南區工商聯於2016年12月9日啟用，全長6公里

離島區WI-FI街於2017年6月啟用。
WI-FI街覆蓋澳門三個主要商圈及旅遊區，升級成WIFIGUIDE門戶入口平台
現時第二階段將升級成Y5GUIDE平台，YLAB＋IOT物聯網平台，互通科技、資訊、旅遊、政務資訊的渠道，為澳門發展多元經濟市場助力，得到政府和社會各界的肯定，成績有目共睹。我們欣喜地在2018年10月Y5GUIDE也成功延展到香港主要的旅遊區和大學城，資源整合，形成了龐大的流量，促進兩地商業的經濟效益，更能為灣區青年雙創人士提供了一個良好的創業平台。未來，本會繼續開拓進取，進一步以科技、資訊融入大灣區的發展，互聯互通，共建共享網絡新城。
提出建設四個平台：
YPROTAL 共同窗口平台 方便旅客及居民。將資料查詢，服務，中小企，活動及使用說明等集中於單一入口，以提升資訊服務品質。整合本澳不同政府部門，科技及不同媒體資訊。
YLAB+ IOT物聯網＋ 創業試煉平台是針對具開發能力的創業試煉平台。以便雙創項目直接觸達Wi-Fi街上的用戶居民／旅客，加速項目的孵化以及傳播效率，打做沙盒，增加項目可見度和可測試性。
YDB共用共享數據平台 提供開放資料更簡易的取得管道API；提倡政府開放資料加值及應用；鼓勵個人、企業和組織運用開放資料創造知識資產及便民服務，提昇澳門城市友善度。提高政府施政透明度及效能以服務、資料集、統計數據等形式開放資料，營造參與協同合作的資訊基礎環境。
YEGG創業加速展示平台 為YLAB 的後續提供辦公、導師輔導、創業課程、人才招聘、技術指導、媒體報導、公開路演、種子投資等加速孵化服務。

## 澳門電子商務節
澳門電子商務節自2018年開始，首兩屆主要推動普及澳門線下支付，和倡議進行支付系統整合，最終澳門政府推出了聚合支付系統聚易用SimplePay於2021年初發佈。
由於線下支付推動已達到其目的，第三屆第四屆澳門電商節轉到推動線上平台，

并得到澳門經濟局工商業發展基金及業界贊助，協助澳門中小企升級成電商，打做澳門自已本土的電商節，澳門電商節將主推「1220回歸日-回饋日」打造澳門人的網上VIP Day，疫情帶動了數字化轉型，並通過網紅，宣傳新形式的網上購物文化。

## 成果
2016年11月由澳門國際科技產業發展協會支持的首個科創項目「容柵式傳感器專用芯片」日前完成效能測試

## 外部連結
- 澳門國際科技產業發展協會官網 （页面存档备份，存于）
- 澳門國際科技產業發展協會FACEBOOK
- 澳門國際科技產業發展協會YOUTUBE （页面存档备份，存于）
- WIFIGUIDE計劃官網 （页面存档备份，存于）